# راز مانا
راز مانا: زندگی و دیدگاه‌های استاد محمدرضا شجریان کتابی‌ست که سال ۱۳۷۸، دربارهٔ محمدرضا شجریان در ایران منتشر شده‌است. شجریان در نامه‌ای که مرداد ماه سال ۱۳۸۲ در رسانه‌های ایران منتشر شد، درستی مطالب این کتاب را تایید کرده‌است.
کتاب «راز مانا» نتیجهٔ چند ماه گفتگو با محمدرضا شجریان در سال ۱۳۷۵ است که نخستین بار در نشر «کتاب فرا» و سپس، در سال ۱۳۸۵، در انتشارات «گام نو» منتشر شد.
انتشارات «گام نو» متعلق به علیرضا رجایی، فعال مدنی و سیاسی، بود که پس از زندانی شدن او، با فشار نیروهای امنیتی دولت احمدی‌نژاد غیرفعال شد و امکان تجدید چاپ این کتاب از سال ۱۳۸۸ به این سو از دست رفت.
انتشارات گمان ویراست جدید این کتاب را با طراحی، تصاویر و نمایه‌ای نو، در ۲۶۴ صفحه در زمستان ۱۳۹۸ منتشر کرد.